# 166028 Karikókatalin
166028 Karikókatalin è un asteroide della fascia principale. Scoperto nel 2002, presenta un'orbita caratterizzata da un semiasse maggiore pari a 2,3861688 au e da un'eccentricità di 0,1487181, inclinata di 2,59169° rispetto all'eclittica.